# Tolsti Vrh, Dravograd
Tolsti Vrh je naselje, katerega del spada v občino Dravograd.
Toponim se nanaša na lokalno topografijo, saj vas leži na vrhu debelega hriba s priostrenim vrhom. Toponim 'Tolsti vrh' (ali 'Tolsti Vrh') se kot zemljepisno ime pojavlja na več mestih v Sloveniji, pojavlja pa se tudi kot andronim (Tovšak).